# David Cortés
David Cortés Caballero est un footballeur espagnol né le 29 août 1979 à Llerena, qui évolue au poste d'arrière droit pour le Real Saragosse en Espagne.

## Palmarès

### Club
- RCD Majorque
  - Vainqueur de la Coupe d'Espagne : 2003
  - Finaliste de la Supercoupe d'Espagne : 2003
- Getafe CF
  - Finaliste de la Coupe d'Espagne : 2007, 2008